# Augusto Botelho da Costa Veiga
Augusto Botelho da Costa Veiga (1881-1965) foi um militar de artilharia português que desempenhou funções como director da Biblioteca Nacional de Portugal de 1928 a 1950. Foi também um medievalista de renome, sendo autor de várias obras, como Estudos de História Militar Portuguesa.
Ao longo da sua carreira recebeu diversas condecorações, entre as quais tendo sido feito Comendador da Ordem de Santiago da Espada, Comendador da Ordem de Avis e Oficial da Ordem de Cristo.
A Academia Portuguesa da História atribui anualmente um prémio nomeado em sua honra, o Prémio Augusto Botelho da Costa Veiga.